# Brazosa caesarea
Brazosa caesarea är en insektsart som beskrevs av Rauno E. Linnavuori och Heller 1961. Brazosa caesarea ingår i släktet Brazosa och familjen dvärgstritar. Inga underarter finns listade i Catalogue of Life.